# Oliver Leese
Oliver William Hargreaves Leese, tercer baronet de Send Holme, nacido el 27 de octubre de 1884 en Londres y fallecido el 22 de enero de 1978 en Llanrhaeadr-ym-Mochnant (País de Gales), fue un militar británico, que alcanzó el grado de teniente general en el Ejército británico, destacando por su actuación durante la Segunda Guerra Mundial, durante la cual estuvo al mando de varias unidades militares en diversos teatros de operaciones, recibiendo como premio por su labor diversas condecoraciones de varios países. Fue igualmente caballero comendador de la Orden del Baño (KBE), comendador de la Orden del Imperio Británico (CBE), y fue condecorado con la Orden de Servicios Distinguidos (DSO).

## Primeros años
Oliver Leese se educó en la Ludgrove School y en el Colegio Eton. A principios de la Primera Guerra Mundial, Leese se alistó en el Ejército británico, siendo destinado a los Coldstream Guards el 15 de mayo de 1915. Leese fue herido tres veces en combate durante la ofensiva británica en la batalla del Somme en 1916, recibiendo la MID (Mención en Despachos o citación en la Orden del Día), además de concedérsele la DSO.
Acabada la guerra, Oliver Reese permaneció en el Ejército, asistiendo a cursos de formación de Estado Mayor en la Academia de Estado Mayor de Camberley entre 1927 y 1928.

## Segunda Guerra Mundial
En 1940, a principios de la Segunda Guerra Mundial, Leese se hallaba al mando de la 20.ª Brigada de Infantería de la Guardia, habiéndosele encargado la defensa de la ciudad de Boulogne durante la batalla de Francia. En 1941 fue ascendido al grado de mayor general, entregándosele el mando de la 15.ª División de Infantería (escocesa). También se le dio el mando de la División Blindada de la Guardia durante su formación y entrenamiento. Más tarde, aquel mismo año combatió en la campaña en África del Norte durante las batallas contra el Afrika Korps de Erwin Rommel. Fue ascendido a teniente general y se le concedió el mando del XXX Cuerpo de Ejército.
Cuando Bernard Law Montgomery dejó el mando del 8.º Ejército en enero de 1944 para prepararse para participar en la invasión de los Aliados en Normandía (el desembarco de Normandía), Leese fue designado como su sucesor al mando del 8.º ejército. Leese fue el comandante en jefe del 8.º ejército durante la campaña de Italia, incluyendo la batalla de Monte Cassino y, más tarde, la lucha en la Línea Gótica, a lo largo de 1944.
En septiembre de 1944, en plena lucha en la Línea Gótica, fue enviado a Birmania como nuevo comandante en jefe británico de las fuerzas terrestres de los Aliados en el Sudeste asiático. Consideró que la estructura de mando existente era ineficaz y decidió designar a los componentes de su equipo en el 8.º ejército para los nuevos mandos, con lo que los recién llegados fueron objeto de cierto resentimiento por parte de los antiguos.
El comandante del 14.º Ejército, William Slim, lo había convertido en una fuerza militar eficaz y había llevado a cabo una campaña sumamente acertada para aliviar la presión del Ejército Imperial Japonés sobre Imphal y reconquistando Rangún y llevando a cabo la destrucción completa de las tropas japonesas en Birmania. Leese visitó a Slim y le comunicó que iba a ser destituido de su mando en el 14.º ejército (y sustituido por Philip Christison), y nombrado para mandar la fuerza que consolidaría la posición británica en Birmania.
A partir de ahí difieren las versiones sobre los acontecimientos posteriores. Leese ha dejado escrito que pensó que Slim estaba agotado y daría la bienvenida a un período de trabajo menos intenso. Leese no tenía la autoridad necesaria para destituir a Slim, y Slim movió sus influencias políticas para lograr la anulación de la decisión. La otra versión indica que Leese habló a Slim de su nuevo cargo, pero Slim inmediatamente tomó el cambio como la excusa para su destitución, y rechazó el nuevo cargo. Después de que las novedades se difundiesen por el 14.º ejército, se produjo una oleada de amenazas de dimisión masivas de oficiales e incluso de motines.

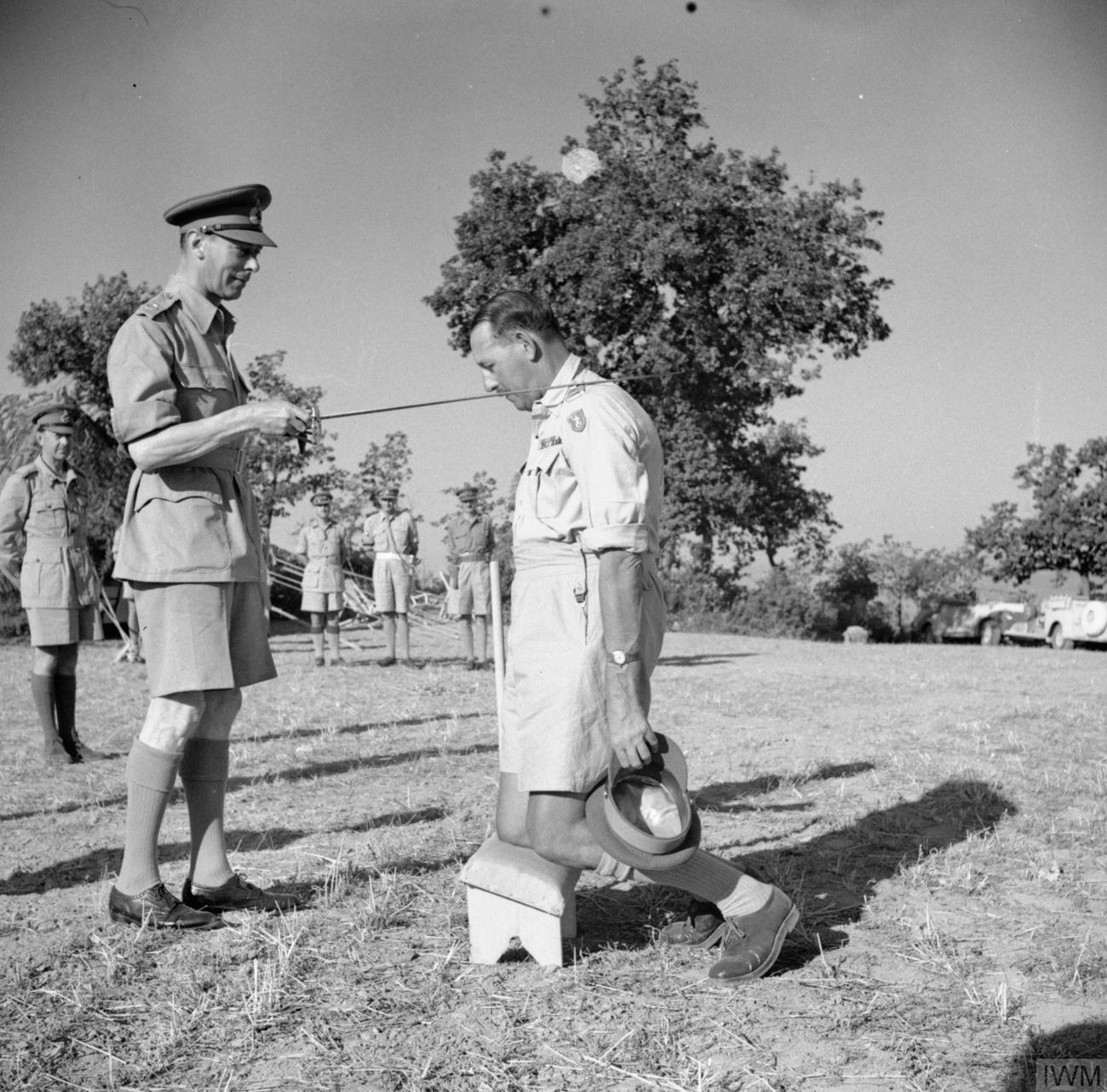
Leese recibiendo su nombramiento como caballero en el campo a manos del rey de Inglaterra Jorge VI.

Leese se vio obligado a rehabilitar a Slim cuando al comandante supremo del Sudeste asiático, Louis Mountbatten, rechazó apoyarle. Mountbatten posteriormente contctó con el jefe del Mayor Imperial, el general Alan Brooke, y ambos convinieron en que Leese debería ser destituido. Su sucesor fue precisamente Slim.
Leese había logrado el éxito con el 8.º ejército en África del Norte y en Italia, demosrando así que no carecía de capacidades. Donde se mostró deficiente, en su mando en el Sudeste asiático, lo fue por su desconocimiento de las complejidades del entorno local y de las personalidades de sus mandos, así como por su incapacidad de adaptar a sus moldes al personal ya existente, acostumbrado a un estilo diferente de mando y de administración, conciliando a personalidades diferentes en una organización unificada.

## Posguerra
El teniente general Oliver Reese se retiró del Ejército en 1946, dedicándose a la horticultura y la jardinería con cierto éxito, hasta el punto de que fue autor de un libro sobre el cultivo de los cactus.
Falleció el 22 de enero de 1978 en la localidad de Llanrhaeadr-ym-Mochnant, en el País de Gales.

## Medallas y condecoraciones
- 1916: Distinguished Service Order.
- 1917: Mención en Despachos (Mentioned in Despatches o Citación en la Orden del Día), dos veces.
- 1940: Comendador de la Orden del Imperio Británico (CBE).
- 1942: Compañero de la Orden del Baño.
- 1943: Caballero comendador de la Orden del Baño (KBE).
- 1944: Orden Virtuti Militari (Polonia).
- 1945: Comendador de la Legion of Merit (Estados Unidos).
- Legión de Honor (Francia).
- Croix de Guerre 1939-1945 (Francia).